# Blacksmith Scene
Blacksmith Scene ist ein US-amerikanischer Film aus dem Jahr 1893, der als erster für kommerzielle Vorführungen produzierte Film gilt. Besichtigt wurde er mit Hilfe des Kinetoskops, einer Entwicklung von Thomas Alva Edison und William K. L. Dickson.
Drei Männer bearbeiten ein Stück Eisen und trinken dabei Bier.
1995 wurde Blacksmith Scene in das National Film Registry, das Verzeichnis besonders bedeutender US-amerikanischer Filmproduktionen, aufgenommen. Es ist der zweitälteste dort verzeichnete Film. 